# Chiritopsis
Chiritopsis é um género botânico pertencente à família Gesneriaceae.

## Espécies
| - Chiritopsis bipinnatifida - Chiritopsis confertiflora - Chiritopsis cordifolia - Chiritopsis glandulosa - Chiritopsis lobulata | - Chiritopsis mollifolia - Chiritopsis repanda - Chiritopsis subulata - Chiritopsis xiuningensis |